# Ola Wærhaug
Ola Wærhaug (* 24. Dezember 1937 in Skedsmo) ist ein ehemaliger norwegischer Biathlet.
Wærhaug gewann eine Silbermedaille mit der Biathlon-Staffel bei den Olympischen Winterspielen 1968 in Grenoble. Bei der Biathlon-Weltmeisterschaft 1965 und der Biathlon-Weltmeisterschaften 1967 gewann er jeweils eine weitere Goldmedaille.